# CrimethInc.
O CrimethInc. surgiu na metade da década de 1990, inicialmente na forma do zine Inside Front – cuja temática era anarquismo e hardcore punk – e começou a operar como um coletivo em 1996. Desde então o coletivo publicou uma série de artigos, zines e livros que tiveram repercussão no movimento anarquista.
As células do CrimethInc. publicaram livros, lançaram gravações de leitura e organizaram amplas campanhas nacionais contra a globalização e a democracia representativa e em favor da organização em comunidades intencionais autônomas e horizontais. Além da propaganda dos ideais libertários, algumas células levaram adiante formas de ação direta (incluindo incêndios e hacktivismo), organizaram eventos internacionais, participaram de manifestações e confrontos com as autoridades e realizaram performances artísticas midiáticas e shows de música anarcopunk. O coletivo recebeu atenção midiática e acadêmica, bem como fortes críticas e elogios de outros grupos anarquistas por suas atividades e filosofia. O CrimethInc. possui uma associação de longa data com a cena anarcopunk estadunidense por conta da publicação do zine Inside Front durante a década de 1990. Desde a formação do coletivo, ele tem se expandido para diversos setores do movimento anticapitalista contemporâneo.

## Atividades
Entre as principais atividades das células do CrimethInc estão a publicação de textos e músicas radicais. Grupos ligados ao coletivo já realizaram ações diretas, organizaram convenções internacionais e outros eventos, participaram de manifestações e confrontos com as autoridades locais e organizaram shows, festivais e workshops. Em 2002, uma célula em Olympia, Washington organizou um festival de cinema de cinco dias com exibições de filmes independentes e workshops. Algumas células também apoiaram várias campanhas publicitárias de ampla escala, como as campanhas eleitorais "Unabomber para Presidente" e "Não Apenas (Não) Vote", bem como protestos contra o estabelecimento da Área de Livre Comércio das Américas (ALCA) em 2003 em Miami, Florida. Entre os indivíduos que adotaram o pseudônimo do CrimethInc. estão ativistas da Frente de Libertação da Terra condenados por provocar incêndios, bem como hacktivistas bem-sucedidos que atacaram os sites do Programa Educacional de Resistência às Drogas e à Violência estadunidense (DARE), do Comitê Nacional do Partido Republicano dos Estados Unidos e outros sites relacionados à campanha de reeleição do então presidente dos Estados Unidos George W. Bush. Algumas dessas atividades chamaram intermitentemente a atenção da grande mídia jornalística.

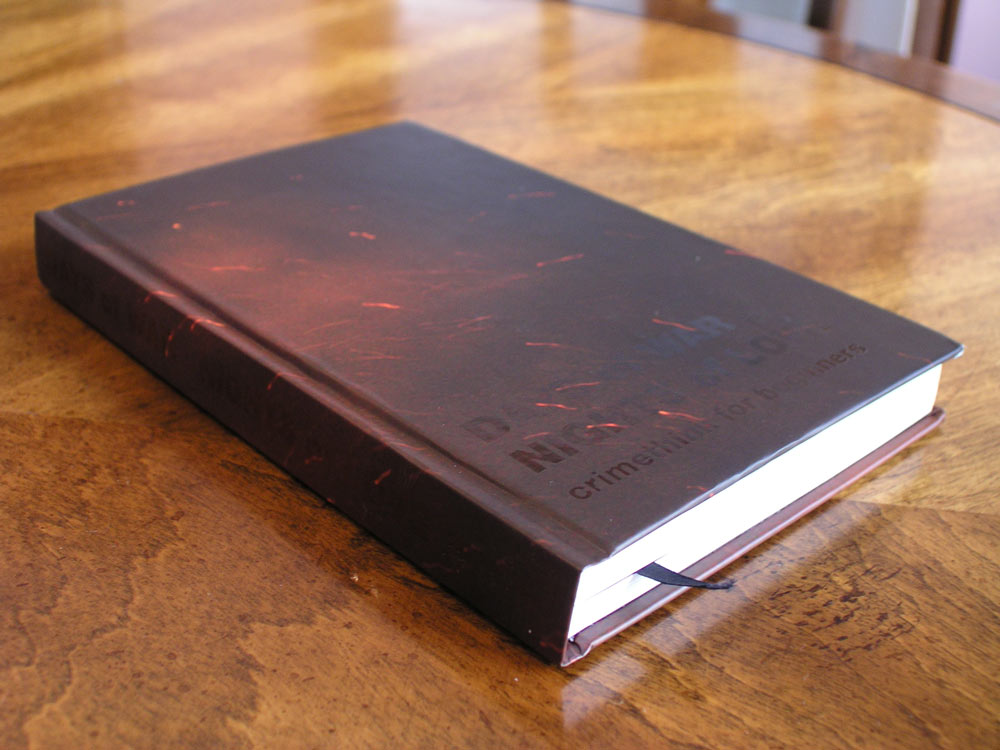
Edição ne plus ultra de "Dias de Guerra, Noites de Amor" (Days of War, Nights of Love), o manifesto do CrimethInc., originalmente publicado em 2001.

### Publicações
A criação de propaganda foi descrita como a principal função do coletivo. Entre suas publicações mais conhecidas estão os livros "Dias de Guerra, Noites de Amor", Expect Resistance, Evasion e Recipes for Disaster, o panfleto Fighting For Our Lives (que o grupo afirma ter impresso 600.000 vezes), o zine Inside Front, e a produção musical de bandas anarcopunk. Vários sites são mantidos por células individuais, incluindo o Crimethinc.com, um repositório central das atividades do CrimethInc. operado pela Célula do Extremo Oriente, hospedando trechos de obras publicadas anteriormente bem como um blog. O coletivo CrimethInc. está conectado a organizações e coletivos de publicação com ideias semelhantes, especialmente a Curious George Brigade, que escreveu uma série de publicações, incluindo Anarchy in the Age of Dinosaurs. Em 2005, eles iniciaram uma publicação chamada Rolling Thunder, — cujo subtítulo era "Um jornal anarquista do viver perigoso" —, que foi editada até 2015. Os textos lançados pelo coletivo CrimethInc. receberam ampla cobertura da mídia anarquista e de publicações acadêmicas.

### Convergências
| Sedes de convergências - Des Moines, Iowa (2002) - Louisville, Kentucky (2003) - Des Moines, Iowa (2004) - Bloomington, Indiana (2005) - Winona, Minessota (2006) - Athens, Ohio (2007) - Milwaukee, Wisconsin (2008) - Coraopolis, Pennsylvania (2009) |

Entre 2002 e 2009, o coletivo CrimethInc. organizou convenções anuais abertas ao público, chamadas de "convergências". Elas são tipicamente caracterizadas por performances de circos viajantes, músicos, workshops de ajuda mútua e ação direta por parte dos indivíduos participantes. Os acampamentos, que duram poucos dias, chamaram atenção da mídia, iniciando vários atos RTS e eventos de massa crítica.
A convergência de 2007 em Athens, Ohio contou com uma festa de rua improvisada que resultou em algumas prisões. O site The Athens News caracterizou a convergência como "uma espécie de evento de networking, uma oportunidade para trocar currículos entre potenciais radicais, livres-pensadores, niveladores, escavadores, neoluditas e outros descontentes variados". Nesses encontros, era típica a exigência de que todos os participantes contribuíssem com algo, seja trazendo comida ou equipamentos para compartilhar, seja liderando uma discussão em grupo, ou providenciando materiais com os quais escrever cartas para presos políticos. Houve também uma tendência de promover convergências como festivais de música e variedades.
O jornalista Matthew Power descreveu a convergência de 2006 em Winona, Minnesota da seguinte maneira:

Várias centenas de jovens anarquistas vindos de todo o país pegaram carona em trens e carros para vir ao evento anual conhecido como Convergência CrimethInc... Sujos e vorazes, os jovens CrimethInc. agachavam-se em pequenos grupos ao redor de uma clareira. ... Eles estavam em meio a vários dias de workshops auto-organizados, seminários, e discussões sobre assuntos desde o teoria mutualista do filósofo anarquista do século XIX Pierre-Joseph Proudhon até uma introdução prática à gazua de fechaduras, passando pela fabricação de seus próprios absorventes. ... Os aderentes do CrimethInc. se reuniriam porque queriam viver suas vidas como uma espécie de solução. Eles viam "a revolução" não como um produto final mas como um processo contínuo; queriam não apenas destruir o sistema capitalista, mas criar algo com o qual se pudesse viver em seu lugar.
—Matthew Power, Harper's Magazine, março de 2008

Essas convergências foram organizadas por diferentes grupos do coletivo, tipicamente baseadas na iniciativa de entusiastas locais. A cada ano um conjunto diferente de propostas políticas foi publicada pelos ativistas locais, geralmente encorajando um espaço de abstinência alcoólica, com base em consenso, em que nenhuma transação financeira poderia ser feita. A única regra que sempre foi firmemente adotada é a política de exclusão de informantes da polícia, uma regulamentação ignorada ao menos duas vezes pelo FBI: em Des Moines, Iowa em 2004 e em Bloomington, Indiana em 2005.

## Filosofia
O pensamento-crime não é nenhuma ideologia ou sistema de valor ou estilo de vida, mas uma forma de desafiar todas as ideologias e sistemas de valores e estilos de vida - e, para o agente avançado, uma forma de tornar todas as ideologias, sistemas de valores e estilos de vida desafiantes.
—CrimethInc.

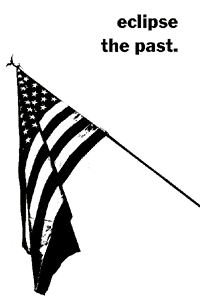
"Eclipse the past", imagem na folha de rosto do livro "Dias de Guerra, Noites de Amor". Um tema filosófico dos escritos do coletivo é a rejeição da "natureza exclusiva e anti-subjetiva" da história, e a necessidade de ativamente tomar o controle da própria vida

Enquanto associação ampla, o coletivo CrimethInc. representa uma variedade de visões políticas; o FAQ do grupo afirma que ele não possui "plataforma ou ideologia alguma, exceto aquela que poderia ser generalizada a partir das semelhanças entre as crenças e os objetivos dos indivíduos que escolhem se envolver — e isso está em constante fluxo". "CrimethInc." é um símbolo anônimo, uma forma de construir redes dinâmicas de suporte e comunicação dentro do movimento anarquista, e como tal qualquer um pode publicar algo sob seu nome ou criar um pôster usando seu logotipo; cada agente ou grupo de agentes opera de forma autônoma. Em adição à tradicional oposição anarquista ao Estado e ao capitalismo, seus membros já chegaram a defender um estilo de vida straight edge, a superação completa de papeis de gênero, a insurreição violenta contra o Estado, e a recusa ao trabalho.
O coletivo CrimethInc. é influenciado pela Internacional Situacionista, e foi descrito pelo acadêmico Martin Puchner como "herdeiros da vanguarda política". O situacionista Ken Knabb criticou o coletivo CrimethInc. por apresentar relatos históricos simplistas, e em alguns casos falsos, em seu manifesto "Dias de Guerra, Noites de Amor", bem como por mistificar a si próprios como um "polo de subversão internacional". Os autores do livro consideram a "natureza exclusiva e anti-subjetiva" da história "paralisante", defendendo em seu lugar um mito não-supersticioso. O coletivo expressa uma estrita postura anti-copyright e forte defesa da apropriação dos textos e das ideias de outros, o que fez com que o filósofo acadêmico George MacDonald Ross os criticasse por fazer apologia ao plágio.
Os participantes ativos do CrimethInc. o caracterizam como um "estado mental" e um estilo de vida acima de tudo, em vez de uma organização "per se". Seu principal objetivo é inspirar as pessoas a tomar um controle mas ativo de suas vidas, tornando-se produtores de sua própria cultura e história em vez de serem apenas consumidores passivos delas. Aqueles que subscrevem à filosofia do coletivo advogam formas radicais de transformação da própria vida com vistas a eliminar desigualdades e tiranias percebidas na sociedade. Os colaboradores de suas publicações geralmente não recebem crédito por respeito ao anonimato, afirmado pelos participantes como um dos valores primários da organização O nome "CrimethInc." em si é uma autocrítica satírica quanto à hipocrisia da propaganda revolucionária (e outros "andares-sobre-margens entre contradições") e uma referência direta ao conceito de "crimideia" desenvolvido na obra 1984, de George Orwell.

## Críticas

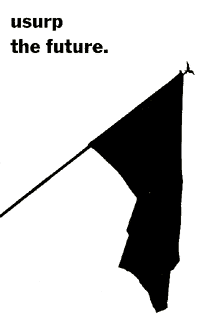
"Usurp the future", imagem utilizada na contracapa do livro "Dias de Guerra, Noites de Amor".

Desde sua origem em meados da década 1990, as atividades do coletivo CrimethInc. e em particular sua filosofia, geraram controvérsia entre anarquistas. Os antropólogos anarquistas David Graeber e Andrej Grubacic saudaram os membros do coletivo em 2004 como "os maiores propagandistas do anarquismo contemporâneo nos Estados Unidos". Com o lançamento em 2007 do terceiro livro do CrimethInc., Expect Resistance, Chuck Munson o identificou como "um dos mais importantes projetos anarquistas acontecendo na América do Norte na última década", afirmando que em suas atividades o coletivo havia definido um padrão de "publicação, organização, instigação e ativismo".
Outros no movimento anarquista percebem um foco por parte do coletivo no "tédio terminal da cultura de consumo" em detrimento das reais condições da classe trabalhadora, além de uma fetichização do "lado narcisista dos anos 60", o que os leva a classificá-lo negativamente como um grupo de "anarquistas de estilo de vida".

CrimethInc. começa com uma marca, e termina com uma mercantilização incansável dos produtos "radicais" em seu site. Entre isso há uma ideologia individualista, egoísta, e imperfeitamente rebelde que rejeita o trabalho, a organização política e a luta de classes. Em um mundo em guerra e enfrentando uma crise terminal, a filosofia e a leveza transcendental do CrimethInc. é uma forma de masturbação intelectual. Como expatriados sem raízes desconectados da vida diária ao seu redor, o anarquismo de estilo de vida do CrimethInc é uma forma de exílio auto-imposto dentro de sua própria sociedade.
—Ryan, Ramor, "Days of Crime, Nights of Horror", Perspectives on Anarchist Theory (2004).

Para Red Emma, independente das posições políticas do grupo, "você tem que lhes dar crédito por ajudar a revitalizar duas tradições bastante vitais da literatura radical: por um lado, eles deram início a um suficiente número de manifestos polêmicos, abrangentes e contundentes que por pouco qualificam como prosa, o que deixaria Guy Debord orgulhoso, e por outro, eles também produziram algumas incríveis narrativas sobre a vida livre nos vagões e nas margens do capitalismo tardio".